# Ли Лицин
Ли Лицин (кит. 李丽青; род. 19 сентября 1993 года) — китайская парадзюдоистка. Чемпионка летних Паралимпийских игр 2016 года в Рио-де-Жанейро, бронзовая призёрка Паралимпийских игр 2024 года в Париже.

## Биография
8 сентября 2016 года на летних Паралимпийских играх 2016 в Рио-де-Жанейро завоевала «золото» в весовой категории до 48 кг, победив в четвертьфинале японку Сидзуку Хангай, в полуфинале — тайваньку Ли Кайлинь, в финале — немецкую дзюдоистку Кармен Бруссиг.
27 августа 2021 года приняла участие на летних Паралимпийских играх 2020 в Токио в весовой категории до 48 кг, но не смогла одержать ни одной победы на турнире. В четвертьфинале проиграла француженке Сандрин Мартине, в утешительном раунде — тайваньке Ли Кайлинь и завершила выступление на Паралимпиаде-2020.
5 сентября 2024 года приняла участие на летних Паралимпийских играх 2024 в Париже в весовой категории до 48 кг (класс J2). В четвертьфинале победила немку Кармен Бруссиг, в полуфинале проиграла француженке Сандрин Мартине. В матче за третье место победила украинку Юлию Иваницкую и завоевала «бронзу» Паралимпиады-2024.

## Спортивные результаты
| Год  | Турнир                          | Место проведения | Категория    | Место |
| ---- | ------------------------------- | ---------------- | ------------ | ----- |
| 2014 | Чемпионат мира                  | Колорадо-Спрингс | до 48 кг     | 1     |
| 2016 | Летние Паралимпийские игры 2016 | Рио-де-Жанейро   | до 48 кг     | 1     |
| 2018 | Чемпионат мира                  | Одивелаш         | до 48 кг     | 9     |
| 2021 | Летние Паралимпийские игры 2020 | Токио            | до 48 кг     | 7     |
| 2023 | Азиатские Параигры 2022         | Ханчжоу          | до 48 кг, J2 | 2     |
| 2024 | Летние Паралимпийские игры 2024 | Париж            | до 48 кг, J2 | 3     |